# 島田製菓
島田製菓株式会社（しまだせいか）は、大阪市生野区に所在するラムネを中心とした菓子メーカーである。大阪を中心とした関西地方では「島田のラムネ」として有名であり、商品は駄菓子屋やスーパーでごく普通に入手できる。

## 概要
知名度こそ高いが、従業員10名ほどの零細企業
- 所在地：〒544-0012 大阪府大阪市生野区巽西2丁目6-21
- 設立：昭和32年3月20日
- 資本金：1,000万円
- 代表取締役：田中真一

## CM
1980年代を中心に関西ローカルCMを流しており、「♪島田製菓のラムネ菓子、ポイポイ！」というフレーズも有名であった。